# Деспот Брежански
Деспот Брежански е български революционер, деец на Вътрешната македоно-одринска революционна организация.

## Биография
Роден е в охридското българско село Брежани, тогава в Османската империя. Присъединява се към ВМОРО и става войвода на чета. Участва в Илинденско-Преображенското въстание през лятото на 1903 година като войвода на Брежанската чета.